# ماريا فاين
ماريا فاين (بالألمانية: Maria Fein)‏ هي ممثلة نمساوية، ولدت في 1899 في فيينا في النمسا، وتوفيت في 15 سبتمبر 1965 في زيورخ في سويسرا.

## وصلات خارجية
- ماريا فاين على موقع IMDb (الإنجليزية)
- ماريا فاين على موقع ديسكوغز (الإنجليزية)
- ماريا فاين على موقع قاعدة بيانات الفيلم (الإنجليزية)